# Skräppostfilter
Ett skräppostfilter, spamfilter eller spamskydd är ett program som har till uppgift att automatiskt skilja skräppost (även kallat spam) från önskad e-post, så kallad värdepost.
Skräppostfilter kan köras på såväl enskilda persondatorer som e-postservrar. Filter på servern överlåter administrationen till den som underhåller e-postservern (till exempel internetleverantören), men det kan vara svårt att avgöra om värdepost av misstag sållats bort som skräppost. Därför är filter som körs på e-postservrar ofta restriktiva med att märka meddelanden som skräppost.

## Innehållsanalys
Dessa är relativt lätta att lura genom att till exempel skriva \/!agra. Eftersom många av dessa program räknar ord och poängsätter dessa kan det också räcka med att stoppa in ett antal vanliga ord i meddelandet för att det skall slinka igenom.

## SPF
Man kan också använda sig av SPF, om avsändarens domän stöder det. SPF innebär att den legitima avsändaren specificerar i sin DNS-server vilka IP-adresser som får lov att skicka med en viss avsändardomän. Om avsändande mejlservers IP-adress inte stämmer mot SPF:en så innebär det att mejlet är förfalskat och kan slängas/nekas på direkten.
Det innebär att man kan skippa eventuella svartlistningar av IP-adresser (Se nedan) om avsändar-IP:t godkänns i SPF. Om en SPF-godkänd avsändare spammar, så kan man blockera dess e-postadress, då den är verifierad som äkta.

## Svartlistning
Eftersom avsändarens e-postadress nästan alltid är förfalskad är det enda som fungerar att spärra avsändarens e-postserver. Det finns ett antal databaser som kan utnyttjas för att direkt kontrollera om det inkommande meddelandet kommer från en sådan svartlistad server. En tjänst som kan användas för att anmäla skräppostande är Spamcop. Förutom att rapporter vidarebefordras till en rad ansvariga administratörer går också informationen till ovannämnda databaser.

## E-postfilter
E-postfilter är en funktion i e-postprogram som automatiskt kan utföra åtgärder på e-brev. Åtgärderna utförs normalt efter regler som användaren har satt upp, till exempel baserat på avsändare, ord från innehållet eller andra egenskaper hos brevet.
Några exempel på åtgärder som kan utföras av ett e-postfilter:
1. Kategorisering av e-brev i en mapp.
2. Skicka förutbestämda svar på inkommande brev.
3. Borttagning av inkommande brev, vilket kan vara praktiskt för att ta bort så kallad skräppost.

Värt att notera är att det är skillnad på om filtreringsfunktionen utförs i e-postservern eller i e-postklienten. I det förra fallet fungerar oftast (beroende på server) filtret oberoende av om användaren läser sin e-post, medan det i det senare fallet krävs att användaren har e-postklienten med filtret igång och är uppkopplad mot servern.

## Grålistning
E-postservrar kan också ställas in så att de alltid avvisar meddelanden den första gången de anländer till servern. En riktig e-postserver kommer att försöka skicka meddelandet igen, medan skräppostare sällan gör det.

## Microsoft IMF
Microsoft bemöter skräpposthotet med plattformen IMF, baserad på Microsoft Hosted Exchange. IMF utnyttjar flera olika tekniker för att identifiera och avvisa skräppost, bland annat innehållsanalys, svartlistning och grålistning. Microsoft IMF tillhandahålls av tredjepartsleverantörer. 